# فرودگاه مارکهام
فرودگاه مارکهام (به انگلیسی: Markham Airport) یک فرودگاه خصوصی است که یک باند فرود آسفالت دارد و طول باند آن ۶۱۴ متر است. این فرودگاه در کشور کانادا قرار دارد و در ارتفاع ۲۴۶ متری از سطح دریا واقع شده‌است.